# 3753 Cruithne
3753 Cruithne je planetoid ili asteroid koji spada u grupu Atona (Zemlji bliski asteroidi), i čija putanja ono Sunca se nalazi u planetarnoj rezonanciji 1:1 sa Zemljom. Prije se vjerovalo da je to drugi Mjesec, što se kasnije pokazalo netočnim. Gledajući sa Zemlje, putanja planetoida 3753 Cruithne je u obliku potkove, jer se putanja preklapa sa Zemljinom. Putanja mu u perihelu dolazi do Merkura, a u afelu do Marsa. Iako mu je ophodno vrijeme oko 1 godine, s obzirom na Zemlju, potrebno je oko 770 godina da zatvori potkovastu putanju. Planetoid je otkrio Duncan Waldron na zvjezdarnici Coonabarabran u Australiji, iako se još 1983. ukazala na Europskom južnom opservatoriju (oznaka 1983 UH; Giovanni de Sanctis i Richard M. West). Tek je 1997. izračunata njegova neobična potkovasta putanja.
3753 Cruithne ima približno promjer 5 kilometara i nabliže se približi Zemlji na 12 000 000 kilometara. Od 1994. do 2015., 3753 Cruithne se najbliži Zemlji u prosincu. Nema opasnosti od sudara sljedećih milijun godina prema proračunima, jer je njegova putanja (inklinacija) nagnuta prema Zemlji za 19.8° i ne križaju se. Prividna magnituda mu je m = +15.8, što znači da se slabije vidi od Plutona, a treba imati najmanje reflektorski teleskop sa zrcalom promjera 320 mm.
Nakon toga otkriveno je još Zemlji bliskih asteroida koji imaju planetarnu rezonanciju 1:1 sa Zemljom, kao što su 54509 YORP, (85770) 1998 UP1, 2002 AA29 i 2009 BD. 2010 TK7 koji je u blizini Zemlje je potvrđen kao prvi Zemljin Trojanac.

## Slike
- 3753 Cruithne je planetoid ili asteroid koji spada u grupu Atona (Zemlji bliski asteroidi), i čija putanja ono Sunca se nalazi u planetarnoj rezonanciji 1:1 sa Zemljom.
- Gledajući sa Zemlje, putanja planetoida 3753 Cruithne je u obliku potkove.